# Nothing (canção de A)
"Nothing" é uma canção da banda britânica A, lançada em 2002, cujo som pesado difere do som mais leve da banda e faz do single algo mais próximo do metal alternativo. Foi a canção mais bem-posicionada da banda nas paradas. O vídeo do single foi filmado na Cidade do Cabo, na África do Sul, majoritariamente nas imediações do Artscape Theatre Centre (antigo complexo de teatro Nico Malan). A filmagem mostra o grupo tocando em ruas totalmente desertas durante o dia, com várias "cópias" dos integrantes espalhadas (criadas com figurantes que usam roupas iguais e máscaras dos membros).
"Nothing" aparece como a música principal das versões de V-Rally 3 para PlayStation 2 e Xbox. Também foi utilizada na trilha sonora oficial do anime Beyblade V-Force, embora não seja utilizada durante os episódios, de fato.

## Faixas
CD 1
1. "Nothing" - 3:44
2. "T-Shirt Money" - 3:28
3. "Everybody In" - 4:14
4. "Nothing" (video)

CD 2
1. "Nothing" - 3:44
2. "Getting Me Off" - 3:11
3. "The Distance" - 3:31
4. "The Distance" (video)

## Paradas
| Paradas | Paradas | Paradas |
| RU      | Suécia  | Suíça   |
| ------- | ------- | ------- |
| 9       | 46      | 83      |